# De Blauwe Schuit (uitgeverij)
Drukkerij De Blauwe Schuit was een clandestiene uitgeverij tijdens de Tweede Wereldoorlog, opgericht door August Henkels, Adri Buning en Ate Zuithoff. Voor het feitelijke drukwerk werd geregeld de drukker Hendrik Werkman ingeschakeld. 
Deze uitgeverij was voornamelijk actief in en om de provincie Groningen. Deze uitgeverij en haar leden waren niet aangesloten bij de Kultuurkamer,  en daarmee waren ze illegaal gedurende hun bestaan.
Werkman werd gearresteerd door de SD, vastgehouden en gemarteld in het Scholtenhuis. Bij de nadering van de Canadezen werd hij op 10 april 1945 door Peter Schaap gefusilleerd.

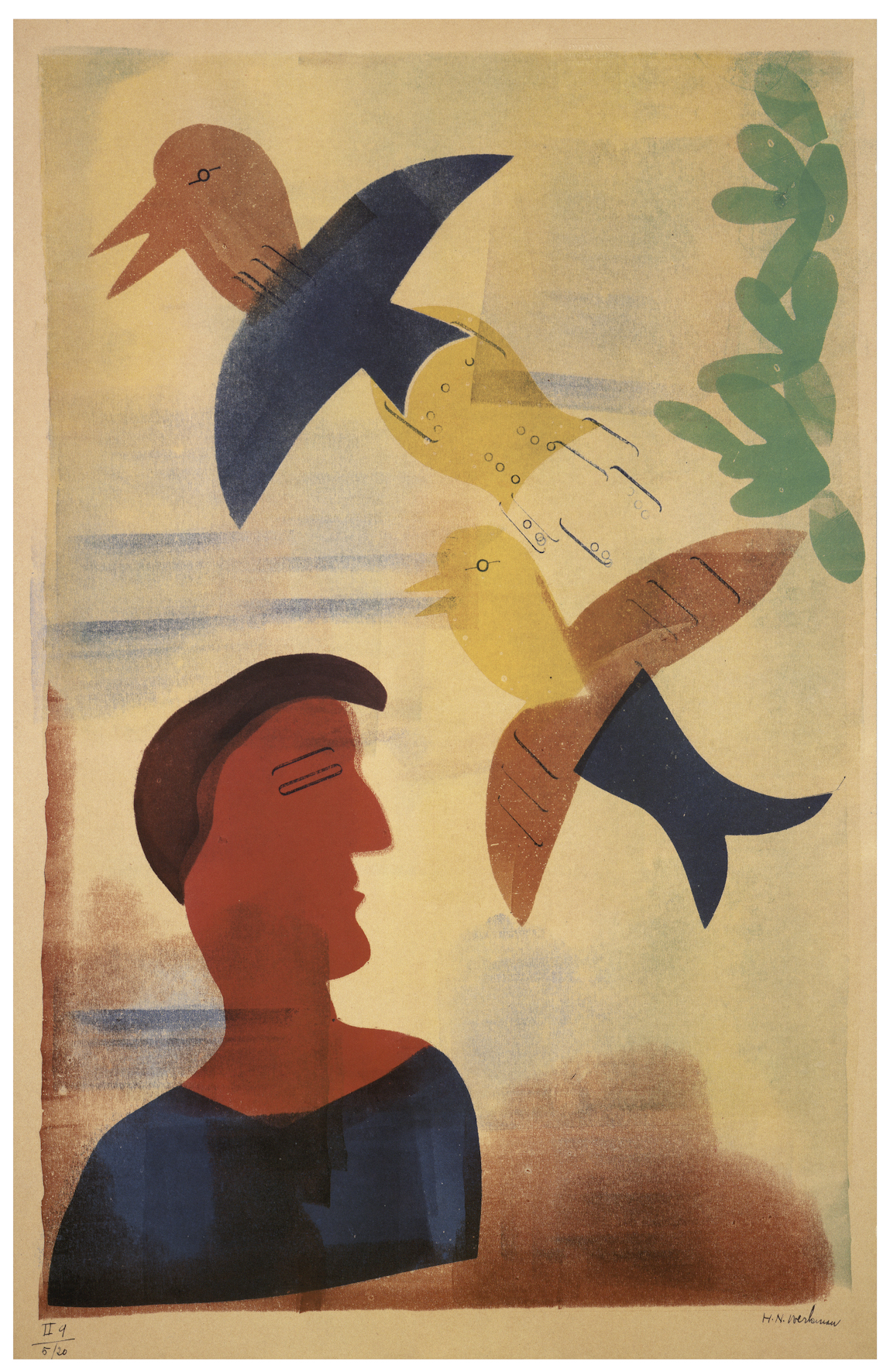
Chassidische legenden
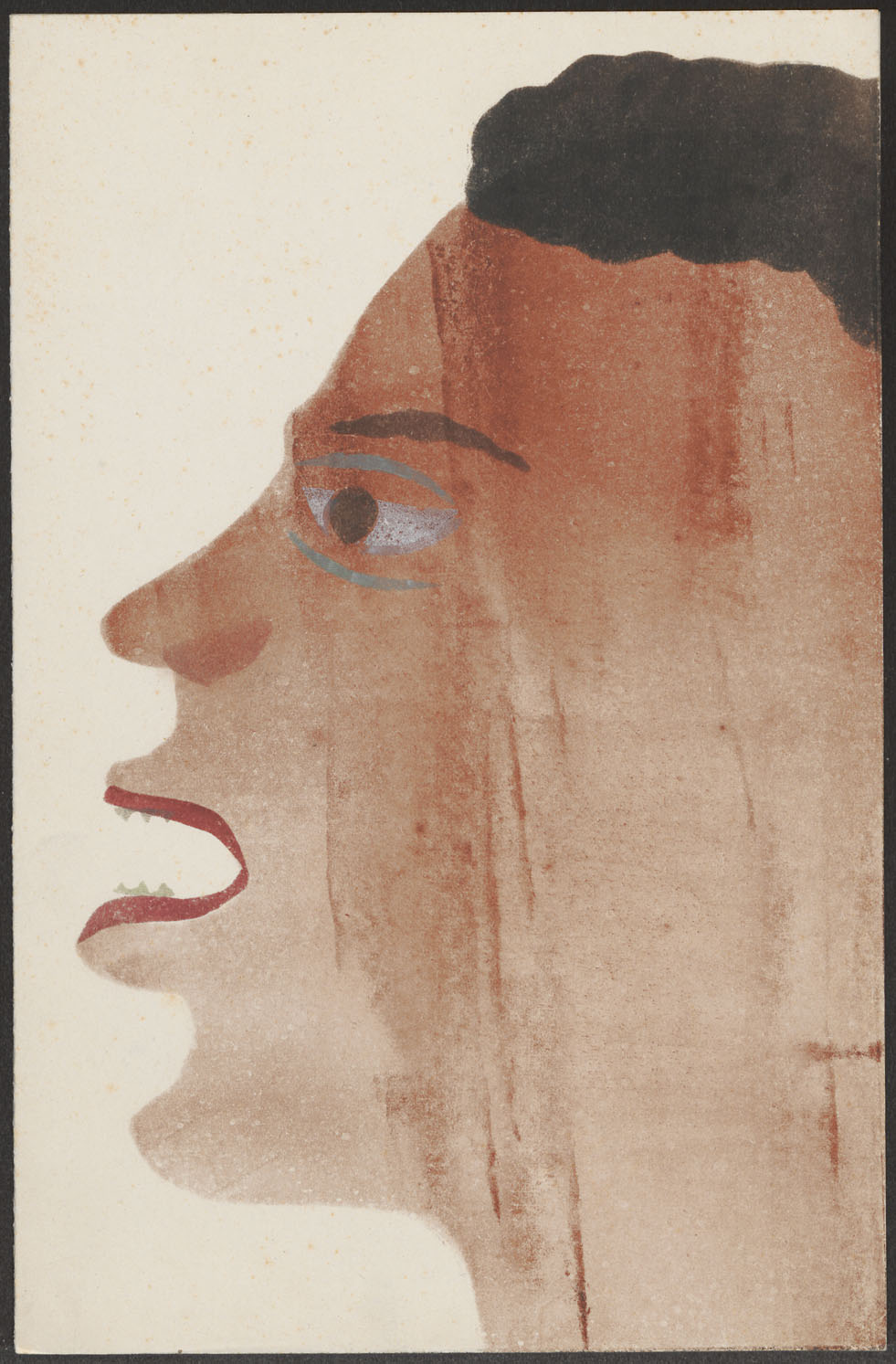
Paul Robeson zingt (Hendrik Marsman)
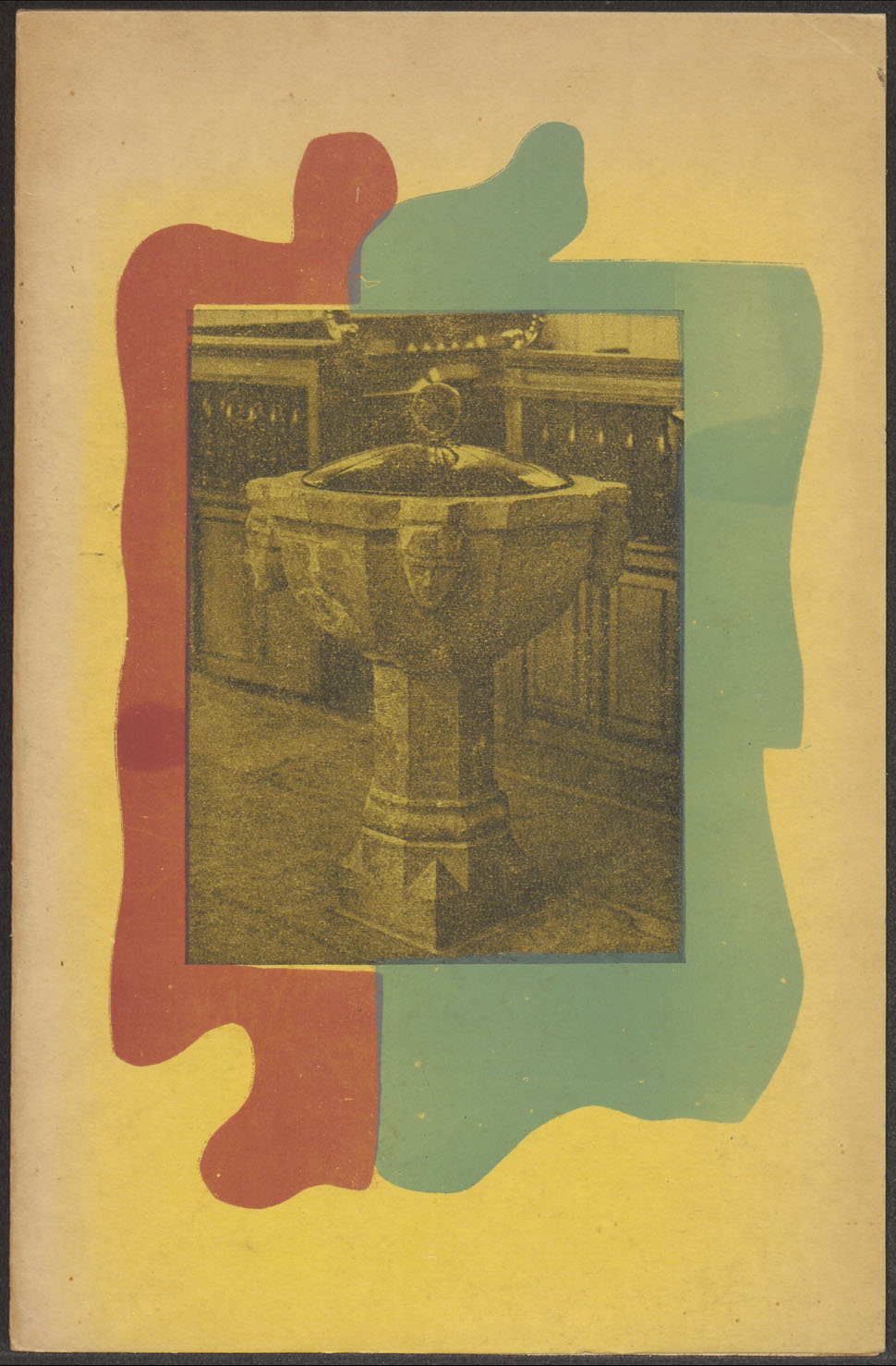
Zo dikwijls als ik dwalend (Muus Jacobse)
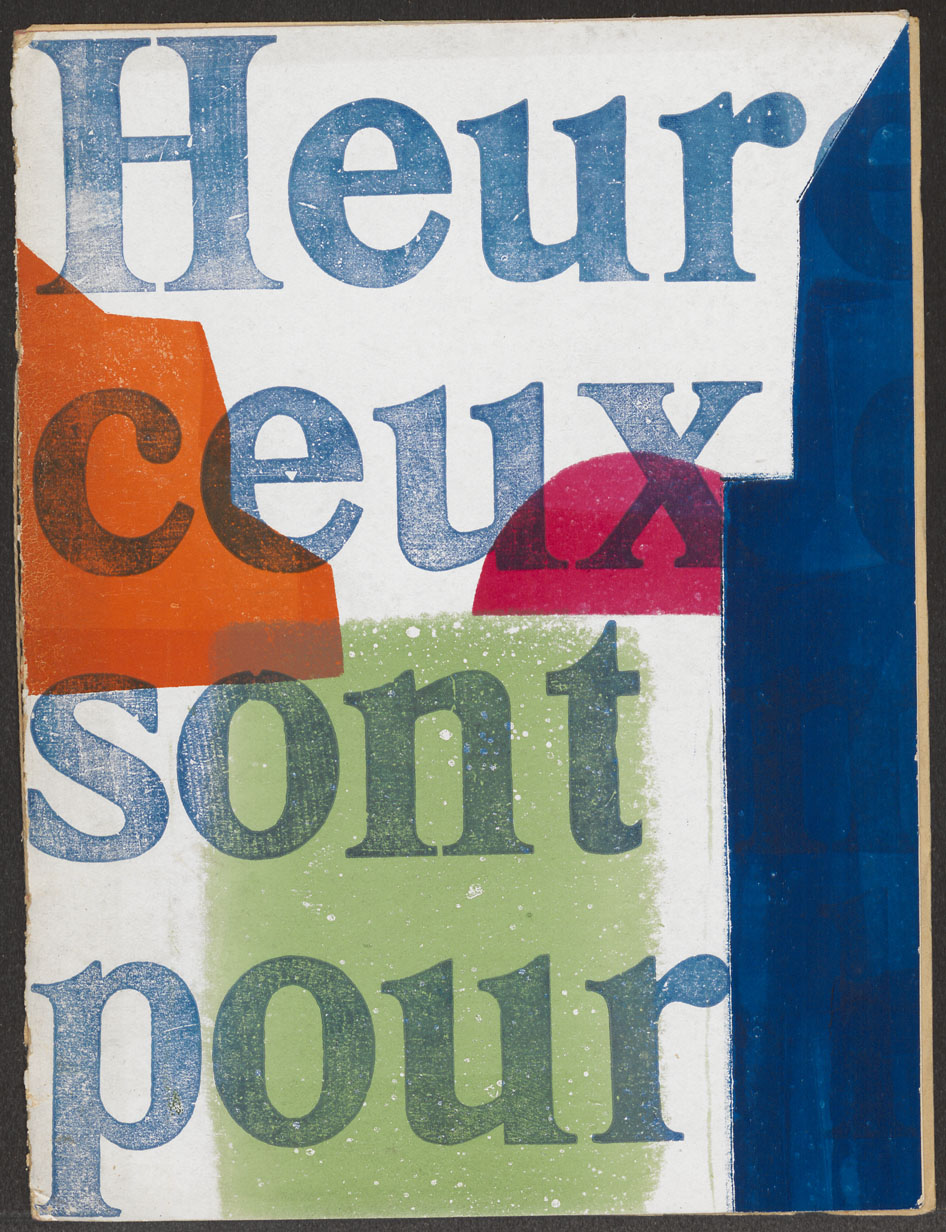
Prière pour nous autres charnels (Charles Péguy)
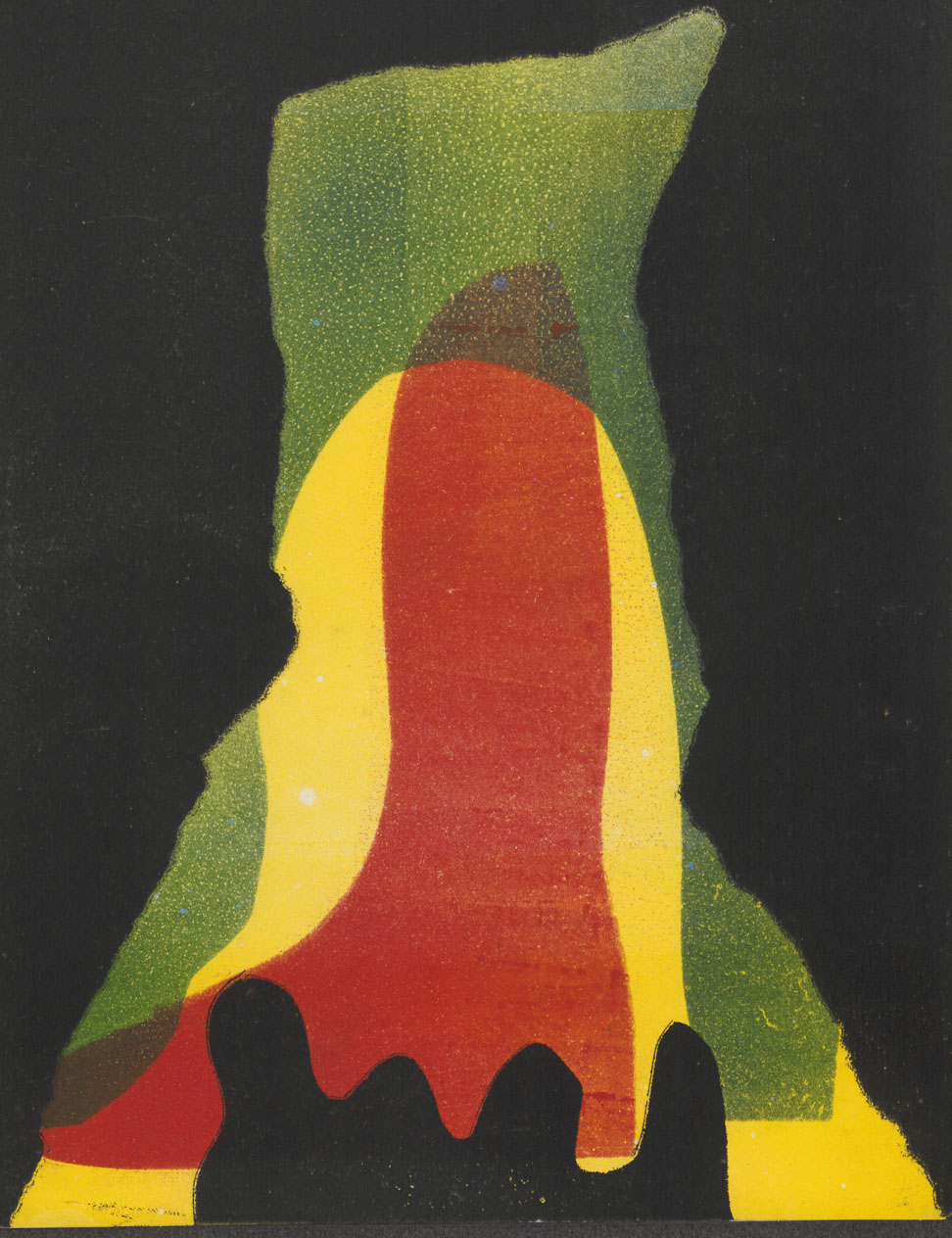
De Grot (Martinus Nijhoff)

## Publicaties
- Brieven rond De Blauwe Schuit (1940-1945) / Hendrik Nicolaas Werkman. Bezorgd en van annot. voorz. door Frans R.E. Blom, Willem van Koppen en Mieke van der Wal. 2 delen. Nijmegen, SUN, 2008. ISBN 978-90-8506-479-4
- Schepelingen van De Blauwe Schuit. Brieven van Bertus Aafjes, K. Heeroma, M. Nijhoff, S. Vestdijk en Hendrik de Vries aan F.R.A. Henkels, 1940-1946. Bezorgd door Gillis Dorleijn, Sjoerd van Faassen en Ageeth Heising. Den Haag, Letterkundig Museum, 2003. ISBN 90-76314-37-3